# 乌布施塔特-魏尔
乌布施塔特-魏尔（德語：Ubstadt-Weiher）是德国巴登-符腾堡州的一个市镇。总面积36.50平方公里，总人口12880人，其中男性6432人，女性6448人（2011年12月31日），人口密度353人/平方公里。

## 友好城市
- 法國蒙巴尔